# Phallus
Pour les articles homonymes, voir Phallus (homonymie).

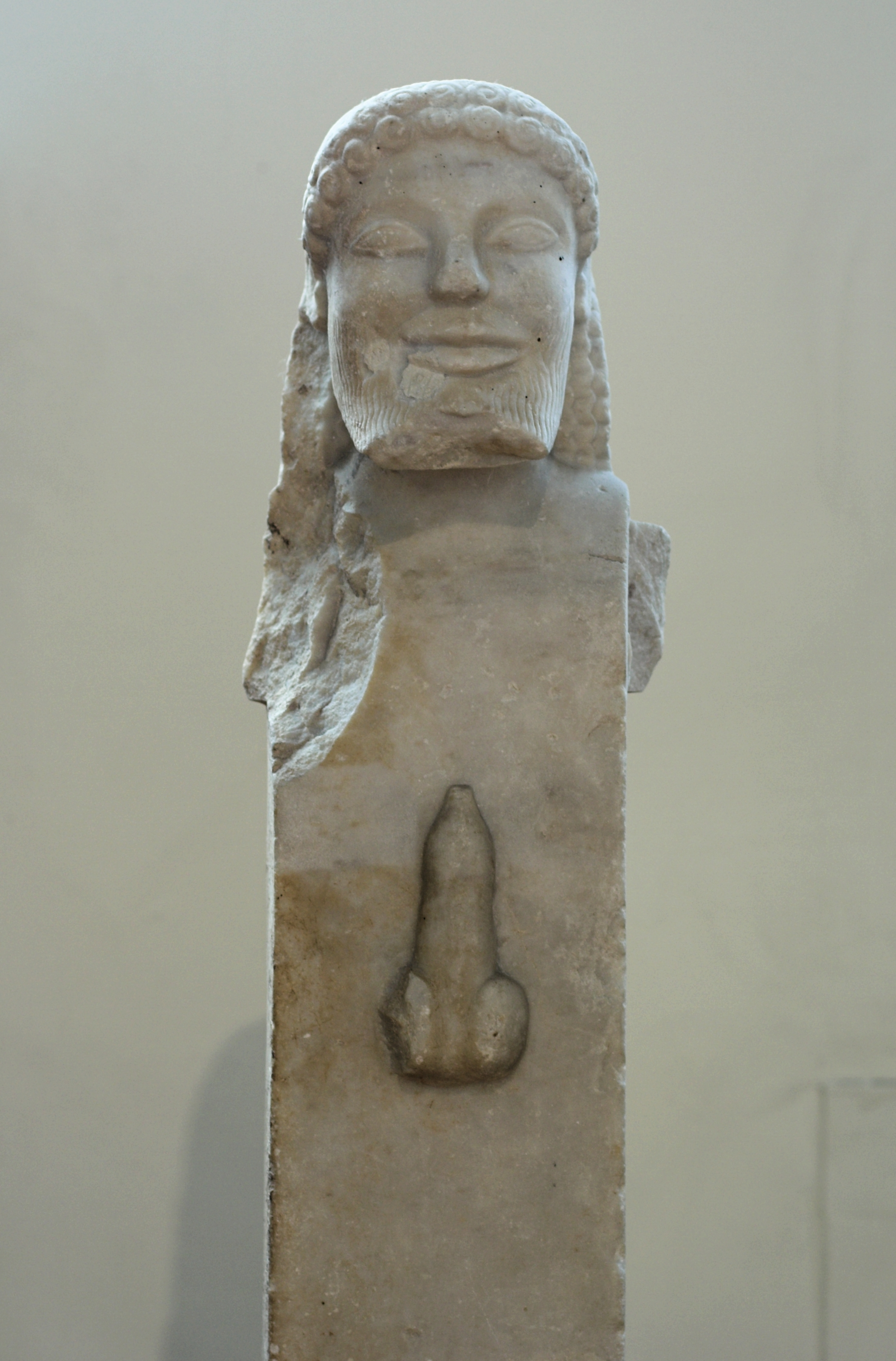
Hermès ithyphallique de Sifnos, v. 520 AEC (musée national archéologique d'Athènes).

Dans l'Antiquité gréco-latine, le phallus désigne une représentation figurée de l'organe sexuel masculin en érection. 
Il s'agit également d'un concept de psychanalyse.

## Origine

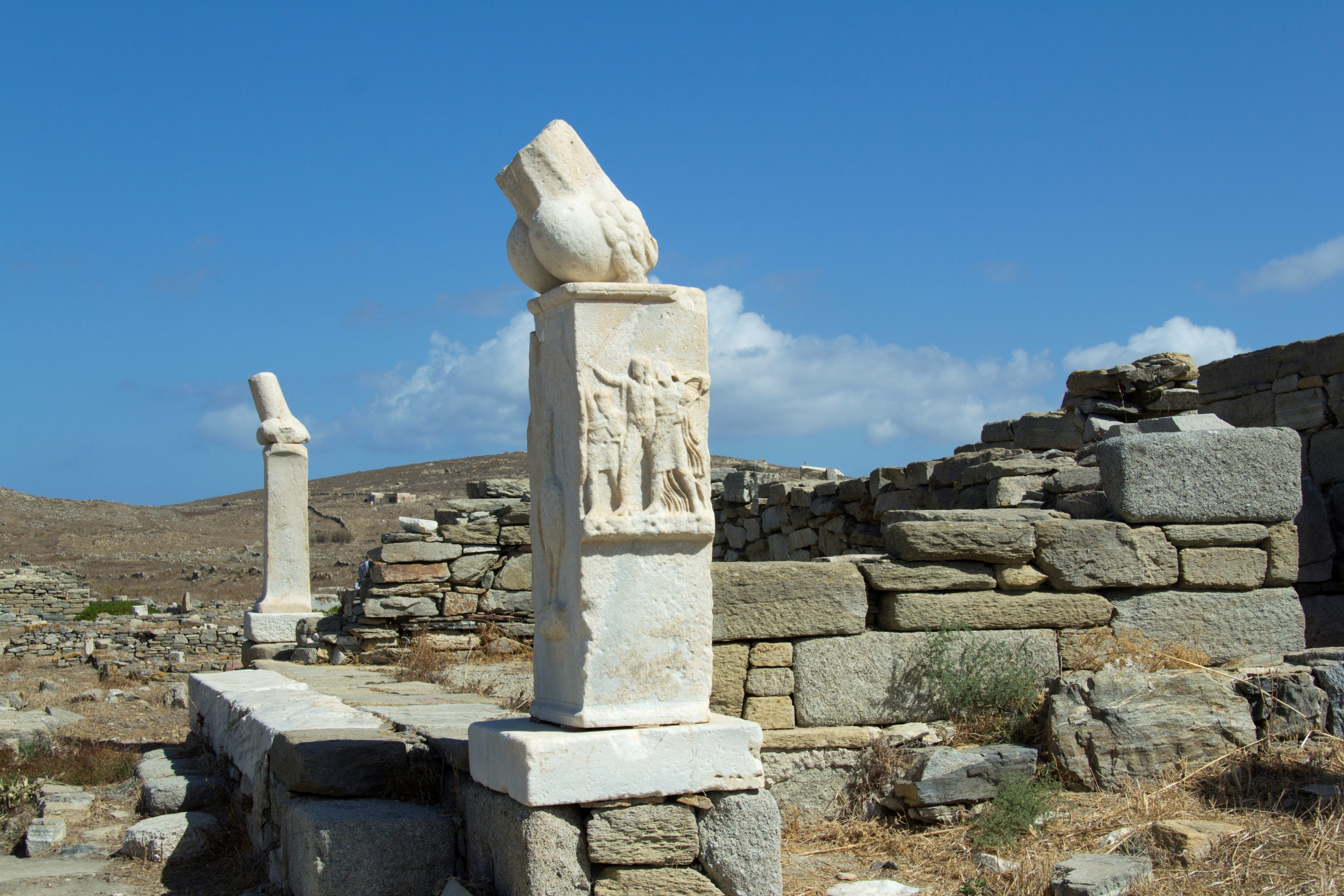
Un phallus sculpté à l'entrée du temple de Dionysos à Delos

L'image principale des Feux divins est le phallus. Elle a deux origines : la flamme qui se dresse et la sexualisation de la production du feu par frottement dans laquelle l'un des deux morceaux de bois est assimilé au sexe masculin et l'autre au sexe féminin. Ernst Krause considère ainsi les dieux phalliques dans leur ensemble comme d'anciens Feux divins. Il mentionne notamment les dieux grecs et romains Hermès, Pan, Priape, Liber Pater et Dionysos. L'exemple typique de cette image est le phallus du temple de Vesta. Il représente la tarière (trúpanon) servant à produire le feu dans le « foyer »,.

## Les cultes phalliques antiques

### Préhistoire
Des sculptures préhistoriques évoquent aussi des formes phalliques ou de sexe féminin, de même que des gravures ou dessins dont l'interprétation est souvent incertaine, pour les formes les plus stylisées.
Certains auteurs ont vu dans les menhirs une forme phallique.
J.F. Pérol identifie la Peyre Queillade, en Corrèze, comme étant un phallus.
C'était aux temps mégalithiques, à ne pas confondre avec la protohistoire celtique.

### Gaules celtes et romaines
César, dans De Bello Gallico considère que ce sont des représentations viriles du dieu Mercure (ou Hermes), représenté sous forme de phallus.
Après la conquête de la Gaule, et sous l'influence grandissante des Romains, le culte du phallus et donc de Priape entra dans la sphère gauloise.

### Monde grec, étrusque et romain

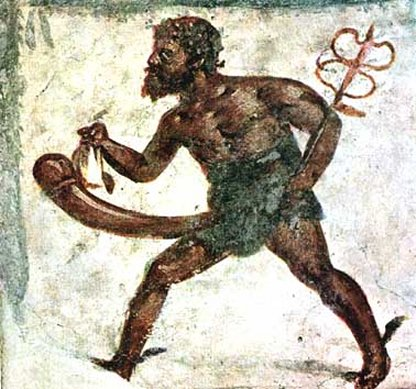
Dessin mural à Pompéi : Mercure ithyphallique.

Des formes explicitement phalliques sont fréquentes dans les civilisations grecque, étrusque et romaine dans lesquelles les Anciens rendaient des cultes à ces effigies, avec des rituels liés à la fertilité, et par exemple au culte de divinités telles que Déméter/Cérès, Priape et Dionysos/Bacchus. On peut citer des cultes publics, comme les Phallophories en Grèce, au cours desquels des phallus géants, entourés d'offrandes, étaient portés en procession.
Chez les Anciens, grecs ou romains, les représentations phalliques avaient également une vertu apotropaïque (conjuration des mauvais esprits), si bien qu'elles étaient fréquentes à l'entrée des maisons, et étaient souvent portées en amulette autour du cou des enfants. Par exemple, une mosaïque romaine d'Hadrumète, une des principales cités portuaires de l'Afrique romaine, offre la représentation d'un pénis en forme de poisson s'apprêtant à pénétrer un œil, dit « mauvais œil » ou kakos ophthalmos en grec.

Diverses représentations de cultes phalliques
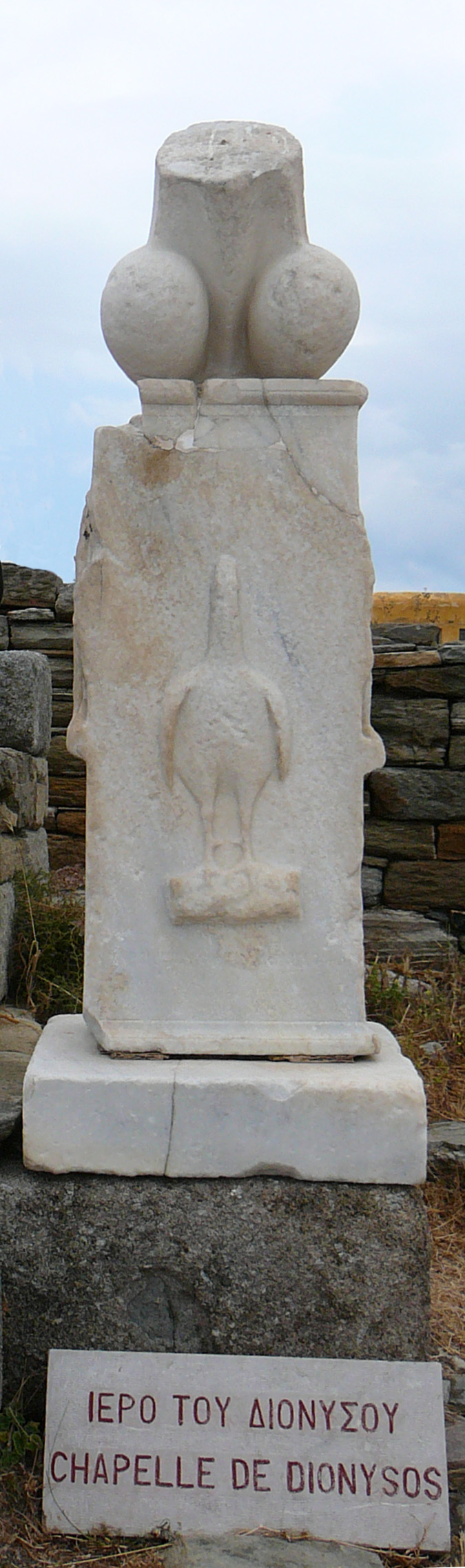
Stèle phallique, temple de Dionysos, Delos, Grèce antique.
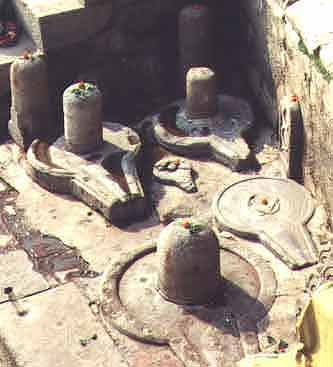
Lingam dans l'hindouisme.
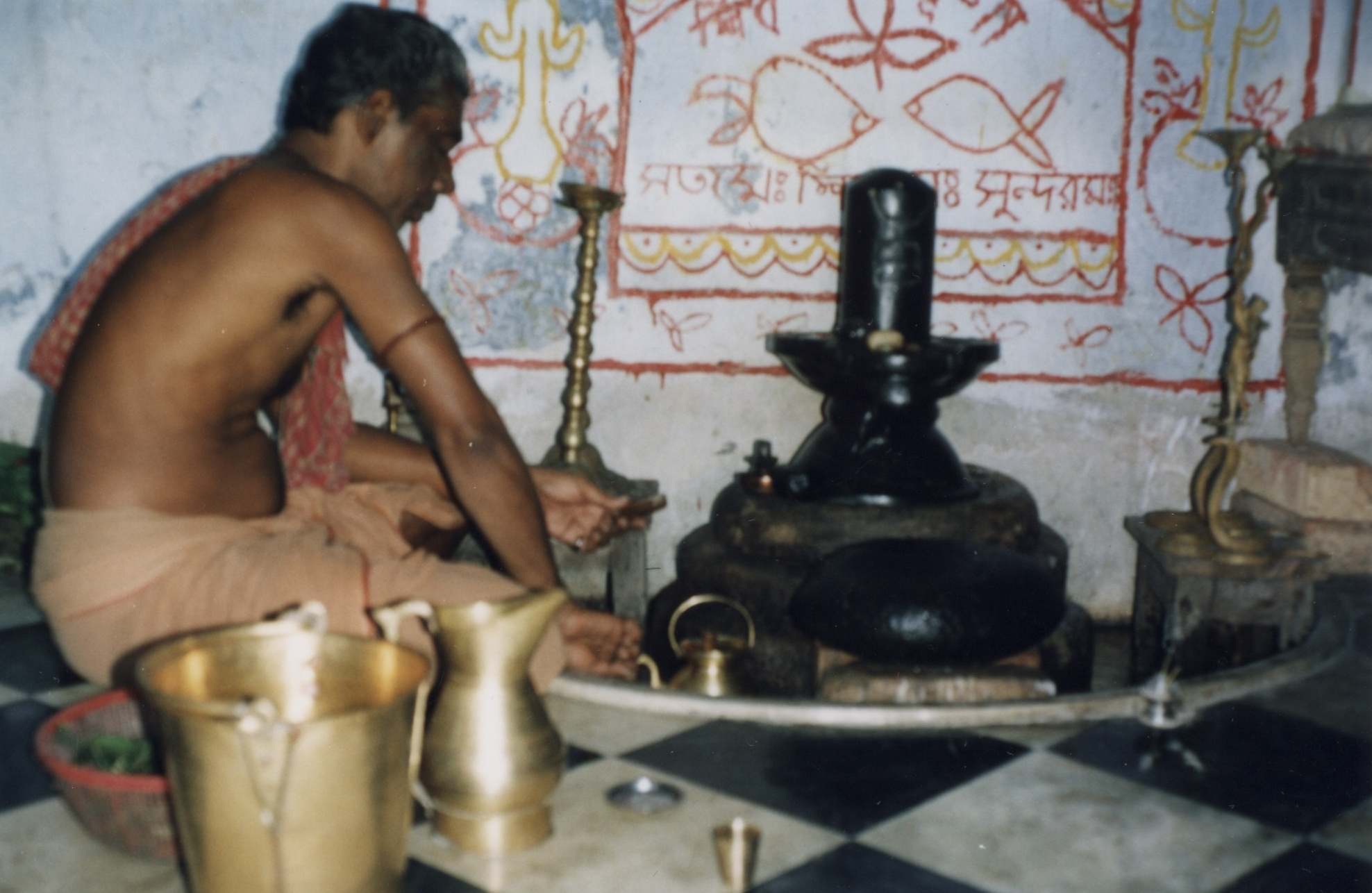
Représentation phallique de Shiva, temple villageois de l'Ouest du Bengale.

Mercure, équivalent romain du dieu grec Hermès, a été représenté sous forme de pierre levée en forme de phallus.

### Folklore médiéval
Le menhir de Saint-Samson-sur-Rance, actuellement dégradé au sommet pour devenir une croix chrétienne, était utilisé par les femmes comme pierre de fécondité ; elles venaient s'y frotter pour avoir des enfants. Sa forme initiale, avant christianisation, était probablement phallique.

## En psychanalyse

### Sigmund Freud
Selon Michel Plon et Élisabeth Roudinesco, Freud emploie très rarement le terme de « phallus », et plus souvent l’adjectif « phallique » que l’on retrouve dans sa théorie de la libido, dans celles de la sexualité féminine et de la différence des sexes ou encore dans la conception des stades de développement sexuels.

#### Jacques Lacan
Selon Michel Plon et Élisabeth Roudinesco, Jacques Lacan « réactualise » le terme de « phallus » mais en « s'écartant le plus possible » de la conception biologique de la sexualité, où la différence des sexes se construit par rapport au signifiant phallus, d'après une dialectique qui, lors du complexe d'Œdipe se définit en termes d'être/ne pas être le phallus (être ou ne pas être l'objet d'amour) puis avoir/ne pas avoir le phallus (avoir ou ne pas avoir l'objet d'amour). La réflexion de Lacan s'inscrit dans une symbolique culturelle où le phallus « est un attribut divin inaccessible à l'homme et non pas l'organe du plaisir ou de la souveraineté virile », à partir de 1956, il le conceptualise comme signifiant du désir en tant que « phallus imaginaire » puis comme « phallus de la mère » et enfin « phallus imaginaire ».
Le sujet se situe du côté de la fonction phallique (du signifiant) ou du côté du manque (le « ne pas » ou le « pas », voire la négation totale). Pour Lacan, le phallus est le signifiant du manque pour les deux sexes, le signifiant de l'objet perdu, conçu imaginairement comme une complétude béate avec le corps de la mère, l'objet total. Pour Lacan, l'objet perdu n'est qu'un mythe imaginaire pour donner corps à un manque qui n'a pas de référent.